# تايرون براندت
تايرون براندت (بالإنجليزية: Tyrone Brandt)‏ هو لاعب كرة قاعدة جنوب أفريقي، ولد في 10 نوفمبر 1978.